# Asociación de tarjetas
Una asociación de tarjetas o una asociación de tarjetas bancarias es una red de bancos emisores y bancos adquirentes que procesan tarjetas de pago de una marca específica.

## Ejemplos
Las marcas más conocidas de asociaciones de tarjetas de pago incluyen China UnionPay, RuPay, American Express, Discover, Diners Club, Troy y JCB .
Si bien alguna vez fueron asociaciones de tarjetas, Visa y Mastercard se han convertido en empresas que cotizan en bolsa.

## Estadísticas
Solo entre los consumidores estadounidenses, hay más de 600 millones de tarjetas de pago en circulación.